# La Venta (Piera)
La Venta és un mas a l'antic camí ral al seu pas pel municipi de Piera (l'Anoia). Es tracta d'una masia atípica, la construcció de la qual la fa bastant característica, car es desvia per complert dels diversos grups de masia catalana, el que dona lloc a pensar que la seva edificació dati de no molts anys enrere. La distribució interior de la casa recorda a la d'un hostal, més que res pel gran nombre d'habitacions; l'existència d'un pati interior i una torre que destaca de la resta de la casa li donen un aspecte particular, així com la filera de finestrons situats a la part superior. Els cellers, adossats a la casa, a ambdós laterals, no guarden proporció amb la casa. L'edifici es constitueix per una planta baixa, pis i golfes. Està coberta a dos vessants. Al nivell de la planta baixa, als laterals, presenta un cellers adossats amb teulada a un vessant. Destaca la galeria d'arcs rebaixats a les golfes, així com el voladís amb bigues de fusta. Les llindes de les portes i de les finestres són de pedra, a la part posterior de la casa hi ha uns corrals.